# ミロシュ・テオドシッチ
ミロシュ・テオドシッチ（セルビア語: Милош Теодосић, ラテン文字転写: Miloš Teodosić、1987年3月19日 - ）は、セルビアの元プロバスケットボール選手。現役時代のポジションはポイントガード、シューティングガード。ユーゴスラビア連邦セルビア共和国コルバラ郡ヴァリェヴォ出身。196cm、88kg。

## 来歴
2016年リオデジャネイロオリンピックセルビア代表に選出され、銀メダル獲得。

### NBA
2017年7月6日、ロサンゼルス・クリッパーズと2年1230万ドルで契約した。

### ヨーロッパへ復帰(2019-2025)
2019年7月13日、セリエAとユーロカップに所属するヴィルトゥス・ボローニャとの契約が発表された。2021年7月8日、チームと2022-2023シーズンまでの契約延長に合意したと発表された。2021-2022シーズンのユーロカップ制覇に大きく貢献し、ファイナルMVPに選出された。
2025年6月26日、現役引退を発表した。